# Motika
Motika je temeljno orodje v poljedelstvu za kopanje in rahljanje zemlje ter za sajenje in izkopavanje sadov. V kopaškem poljedelstvu z njo ročno okopavajo kulturne rastline, v plužnem pa s plugom orjejo ali obsipavajo obsežnejše površine kulturnih rastlin in te nato z motiko le natančneje zagrebejo, obsipavajo ali okopavajo. V plužnem poljedelstvu se motika uporablja za pripravo, nego in rahljanje zemlje pri zahtevnejših kulturnih rastlinah ali na površinah, na katerih tega ni mogoče narediti s plugom, brano ali kultivatorjem.
Na Slovenskem je znanih okoli tristo vrst motik, razločujejo se po obliki, velikosti in teži. Odločilna pri njeni uporabi je oblika, odvisna predvsem od kakovosti zemlje. Velikost in teža motike sta odvisni od telesne moči uporabnika, od različnega dela (na polju, v vinogradu ali na vrtu) in od načina dela (kopanje, okopavanje, pletje).